# 最终幻想X与X-2角色列表
本列表列出了在 《最终幻想X》及其续作《最终幻想X-2》中登场的主要角色。

## 主要人物
提達（Tidus）
（聲：森田成一）
《X》主角。故鄉札納爾坎德的水鬥球隊「札納爾坎德王牌队」的王牌射手。召喚士布拉斯卡的護衛傑克特的兒子。外表熱情硬朗，其實內心纖細、愛哭，劇情中常會想到過分嚴厲的父親，但是對其逐漸了解後改變了原本的看法。從踏入完全陌生的異世界史匹拉後，經常催促著優娜一行人儘快抵達旅程的終點，直到明白旅途的終點原來是代表著優娜的死期後，為了改變這命運而奔走。最後更了解到自身是祈禱者們的「夢」的一部分，改變優娜的命運則代表著夢的消失，即是自己的幻滅。
優娜（Yuna）
（聲：青木麻由子）
《X》女主角。居住在比塞德島的召喚士。父親是10年前打敗「辛」的大召喚士布拉斯卡，母親是阿爾貝德族首領席德的妹妹。十分照顧布拉斯卡的護衛傑克特的兒子提達。透過和提達的互動，性格和說話方式都漸漸被影響。
《X-2》中，為了追尋幻光球映像中的長相酷似提達的那個人的真實身份而加入海鷗團。在《X》中是受人尊敬的召喚士，解放原本活潑開朗的性格。髮型和言行受到提達的影響。
外表談吐看似柔弱，實際上是典型的日本动漫英雄性格，會在人民苦難時挺身而出，絕不容許同伴輕易犧牲。
瓦卡（Wakka）
（聲：中井和哉）
比塞德的水鬥球隊，比塞德野牛隊的主將兼教練。篤信耶朋的教義、不忘祈禱的青年。頭髮染成橘色，藍色衣服。弟弟恰普曾經是露露的戀人，加入討伐隊在與「辛」的戰鬥中陣亡。因為弟弟使用機械與「辛」戰鬥而死，耶朋的教義又是反對使用機械，所以十分討厭阿爾貝德族。性格優柔寡斷，永遠的那基節之後，和露露確認戀愛關係。
露露（Lulu）
（聲：夏樹莉緒）
充當優娜護衛的黑魔法師。過去當過兩次護衛，有豐富的經驗。對待優娜像親姐妹一樣。恰普死後一度變得消沉冷淡、遇見長相酷似恰普的提達之後逐漸變得開朗。她使用魔法驅策娃娃為武器。永遠的那基節之後，和瓦卡確認戀愛關係。
性格果敢冷靜毒舌，和瓦卡完全相反而互補。
基馬利·隆索（Kimahri Ronso）
（聲：長克巳）
外表為獸人的沉默寡言隆索族青年。總是形影不離地護衛優娜。過去被隆索族最強戰士比朗·隆索打斷了頭上的角，因此憤然離開故鄉。只與自己認可的人說話。最初不認可提達，隨著故事發展，逐漸承認提達，並教育他召喚士和護衛的使命。能夠學會敵人的技能，變成自己的青魔法使用。是奧隆的故交。受奧隆所託成為優娜的護衛，似乎只有他知道奧隆已經是亡者，但是一直保守著秘密。
奧隆（Auron）
（聲：石川英郎）
曾為布拉斯卡團隊的一員，因為布拉斯卡成功完成了那基節，而成為了世上傳說中的護衛。武器為日式大劍，本作中也成為優娜的護衛。實際上是亡者，敗於優娜蕾絲卡後身負重傷，彌留之際把優娜託給基馬利，成為亡者之後遵守和傑克特的約定留在世上，透過「辛」，來到了夢中的札納爾坎德，照顧並教導提達，後把他帶到史匹拉。本來是寺院的僧兵，和奇諾克本是好朋友。
琉克（Rikku）
（聲：松本真理香）
阿爾貝德族首領希德的女兒，優娜的表妹。 開朗樂觀的性格、時時憧憬史匹拉的未來。游泳能力出色，是7人中的氣氛製造者。和提達很談得來，怕打雷。喜歡用阿爾貝德語把優娜說成優娜娜（Yunie）。
《X-2》中是人盡皆知海鷗團裡最熱鬧的傢伙。此外、她在落雷平原的帳篷克服了怕打雷的毛病。
派茵（Paine）
（聲：豐口惠）
冷靜的女劍士。沉默寡言，不喜歡被追問過去。擁有冷酷的外表，具堅實的行動力。其實是努吉、巴拉萊、基普爾的故人。

## 重要人物
傑克特（Jecht）
（聲：天田益男）
提達的父親。本來是夢中札納爾坎德中的人，和提達一樣是祈禱者的夢中人。說話態度高傲，是水鬥球界的最強王牌選手，十年前去海裏訓練的時候突然失踪。來到被「辛」襲擾的史匹拉後，成為召喚士布拉斯卡的護衛，到達札納爾坎德遺跡按自己要求變成祈禱者。打敗「辛」之後，耶朋獸轉移他的身上，也就是現在「辛」的真實身分。感到自己對愛哭的提達沒有盡到父親的責任，因此把兒子托負給奧隆照看。變成「辛」之後，仍然引導著兒子的成長。
布拉斯卡（Braska）
（聲：鈴木琢磨）
優娜的父親。十年前打敗「辛」的大召喚士，是少數重視阿爾貝德族關係的人物，和阿爾貝德族女性結婚，對大多數耶朋信奉者來說是「耶朋的污點」。為了替回故鄉途中被「辛」所害的妻子報仇，而成為召喚士。與奧隆遇到漂流到史匹拉的傑克特，一起開始了旅程。在札納爾坎德遺跡，通過傑克特變成的祈禱者學會了究極召喚，打敗「辛」之後自己也犧牲。
希德（Cid）
（聲：坂口候一）
阿爾貝德族的首領，琉克的父親，優娜的舅舅。對耶朋教義抱有疑問，表達阿爾貝德族自己的見解。精通機械，後來操縱飛空艇和提達等人一起旅行。
《X-2》中，為了重建家園在札納爾坎德開發旅遊事業。
希摩爾·瓜德（Seymour Guado）
（聲：諏訪部順一）
瓜德族的老師。一般「瓜德」被省略。年齡28歲。耶朋四老師中的成員，統管宗教禮節，知道寺院隱藏的歷史真相。 父親基斯卡盧是瓜德族，母親是人類。因此他和母親被周圍的人看不起遭到種種不平待遇。這樣的經歷造成他對世間產生偏執心理，最後發展到決心毀滅整個史匹拉。最初對提達等人尤其是優娜展露好意，最後成為敵人。性格冷酷固執，希摩爾的母親怕兒子被世人欺負，自願變成祈禱者，成為召喚獸靈魂。
優娜蕾絲卡（Yunalesca）
（聲：小柳洋子）
到達札納爾坎德遺蹟的召喚士能從她那裡學到終極召喚。實際是第一個打敗「辛」的人、也是優娜名字的由來。將丈夫塞伊昂變成祈禱者，是首次打敗「辛」的人，客觀上也是通過究極召喚，構築「辛」的再生破壞再生的循環的人。對現實懷有不滿，和希摩爾一樣也有讓「辛」毀滅一切的想法。發動究極召喚之後已經等同於亡者，抱著這種扭曲的想法經過長年累月，逐漸魔怪化。

## 耶朋寺院
堯·麦加（Yo Mika）
（聲：岩崎博）
耶朋寺院的總老師。實際上是亡者，寺院內部嚴守這個秘密。
文·奇諾克（Wen Kinoc）
（聲：宇垣秀成）
原本是奧隆的好朋友。耶朋四老師的成員，掌管軍事，監管討伐隊的事務。和希摩爾对立，最後也被殺害。雖然已經和奧隆斷交，但是沒有忘卻友情。
薛琳達（Shelinda）
（聲：長澤美樹）
寺院的行腳僧，後來寺院發生混亂的時候起了很大的作用。《X-2》中在路加做電視採訪。

## 海鷗團
老大哥（Brother）
（聲：山口隆行）
琉克的哥哥，也是海鷗團的團長。《X》中無法說史匹拉的通用語，到《X-2》时終於學會。然而興奮的時候還是會說阿爾貝德語。暗戀優娜卻無法表達。雖然他名義上是「海鷗團的頭」，可是世人都認為優娜才是海鷗團的領袖。
好兄弟（Buddy）
（聲：多比良健）
大哥幼年的好友。真名无人知晓。 飛空艇的駕駛員。外表看上去責任心很重的樣子其實是個怕麻煩的人、老是想從麻煩中脫身。 《X》中其实也在飛空艇上但沒有写明。
辛拉（Shinra）
（聲：渡邊明乃）
海鷗團的天才少年。發明了通訊幻光球。當問到他也不懂的事情時，他就會回答「我還是小孩子呢」。句尾總是"～だし。"最後為了研究星星而脫離了海鷗團。成為《最终幻想VII》中神羅公司的創社元老，並且自機械神兵的運作原理，提煉出生物死後的生命能量。
老闆（Barkeep）
（聲：諏訪部順一）
飛空艇內酒吧的老闆，是海佩羅族。不時聽到大哥的感嘆和心事。滿足一定條件會有叫做「達令」的戀人登場，讓大哥欣賞到他們親熱的場面。

## 青年同盟
努吉（Nooj）
（聲：神奈延年）
21歲，青年同盟盟主。派茵、巴拉萊、基普爾的舊交。原本在討伐隊裡曾經有「不怕死」稱號的戰士。
露希爾（Lucil）
（聲：大原沙耶香）
青年同盟中的隊長，同盟的2號人物。得到部下廣泛的信賴。代替沒有經營手腕的努吉組織領導同盟。
艾爾瑪（Elma）
（聲：桃森すもも）
青年同盟的副隊長，比誰都尊敬露希爾。
克拉斯寇（Clasko）
（聲：山口隆行）
青年同盟隊員。還不知道自己要干點什麼的青年。很喜歡陸行鳥。
耶巴爾（Yaibal）
（聲：中井將貴）
青年同盟中的小隊長。注意力容易分散的性格。
馬洛達（Maroda）
（聲：中井將貴）
青年同盟的情報員。從前當過伊薩爾的護衛。
貝古雷姆（Beclem）
（聲：咲野俊介）
被同盟派遣到比塞德島，對水球隊比塞德野獸隊的成員們十分苛刻，總是戴著面具。
朵娜（Dona）
（聲：葛城七穗）
《X》中是尤娜的競爭對手。《X-2》中住在基里卡，是青年同盟的頭目。

## 新耶朋黨
巴拉萊（Baralai）
（聲：蘇武健治）
新耶朋黨的現任議長。派茵、努吉、基普爾的舊交，文武雙全。
帕特羅（Barthello）
（聲：石丸純）
《X》中是朵娜的護衛，但在《X-2》中與其意見相左。十分仰慕奧隆。

## 其他人
基普爾（Gippal）
（聲：鈴村健一）
阿爾貝德族的年輕領袖，主張開發自己專屬的機械。和派茵、努吉、巴拉萊、琉克、老大哥是舊交。
伊薩爾（Isaaru）
（聲：陶山章央）
《X》中是召喚士，《X-2》中在希德手下幫忙搞旅遊觀光事業，認真謹慎的性格沒有改變。
帕瑟（Passe）
（聲：くまいもとこ）
幻光球獵人“兒童團”的團長，從前是哥哥伊薩爾的護衛。
露布蘭（Leblanc）
（聲：安原聰美）
幻光球獵人“露布蘭幫”的首領。部下叫他「露布蘭小姐」和「小姐」。愛慕努吉，為了他而蒐集幻光球，此外也得到部下的信賴。
烏諾（Ormi）
（聲：古島清孝）
露布蘭的部下。性格豪爽、也因此有點不仔細。和薩諾是很久以前的組合。
薩諾（Logos）
（聲：飛田展男）
露布蘭的部下。說話口氣有點武士的味道。和烏諾不同薩諾比較理性，有時會規勸烏諾的不仔細。有時也會有出人意料的舉止。沒有笑臉的好色鬼。
比朗·隆索（Biran Ronso）
（聲：三宅健太）
隆索族最強的鬥士。以前和基馬利爭鬥時把基馬利的角打斷。後來2打1也輸給了基馬利。
梅辰（Maechen）
（聲：鈴木琢磨）
到處旅遊的老人，知識淵博，有說不完的故事。其實是亡者，在《X-2》中有交待。
玲（Rin）
（聲：咲野俊介）
阿爾貝德族的商人，世界各地的店鋪幾乎都是他開的。
修因（Shuyin）
（聲：森田成一）
1000年前札納爾坎德的青年。為了營救戀人並且是召喚士的蓮恩，啟動隱藏在貝薇爾宮的秘密武器「機械神兵」。引起話由的幻光球裡的那個人就是他。
擁有可怕的毀滅執念，甚至可以附身大量活人、召喚獸，引發屠殺。
蓮恩（Lenne）
（聲：倖田來未）
1000年前札納爾坎德的女歌手。優娜的變裝幻光球歌姫的原型。
阻止修因啟動「機械神兵」，而後被貝薇爾士兵槍殺。